# Casa-museo Čechov
La Casa-museo Čechov (in russo Дом-музей Чехова?, Dom-muzej Čechova, in ucraino Будинок-музей Чехова?, Budinok-muzej Čechova) è una struttura espositiva situata a Jalta, nei locali della Dacia Bianca, un'abitazione fatta costruire dallo stesso Anton Čechov nel 1898.

## L'edificio
La dacia venne costruita su progetto di L. N. Šapalov dopo il successo di Čechov con Il gabbiano. Il drammaturgo vi si stabilì in seguito alla morte del padre, per meglio far fronte alla tubercolosi grazie al favorevole clima della Crimea. Vi piantò diversi tipi di alberi, tra cui gelsi, ciliegi, mandorli, peschi, cipressi, agrumi, acacie e betulle, e vi allevò cani e gru.
La casa venne elogiata dallo scrittore Aleksandr Kuprin, che la descrisse come «l'edificio più originale di Jalta. Tutto bianco, puro, facile, splendidamente asimmetrico, [...] con una torre e delle sporgenze inaspettate, con una veranda inferiore di vetro e una terrazza aperta di sopra, con ampie e strette finestre sparse». Anche il poeta V. N. Ladyženskyij parlò di una dacia «validamente costruita, eccellente». Dallo studio si può vedere il lungomare che ha ispirato La signora con il cagnolino, e sul retro lo scenario che ha suggerito l'ambientazione de Il giardino dei ciliegi. In questo luogo Čechov ha scritto inoltre Tre sorelle e Il vescovo.

## Il museo

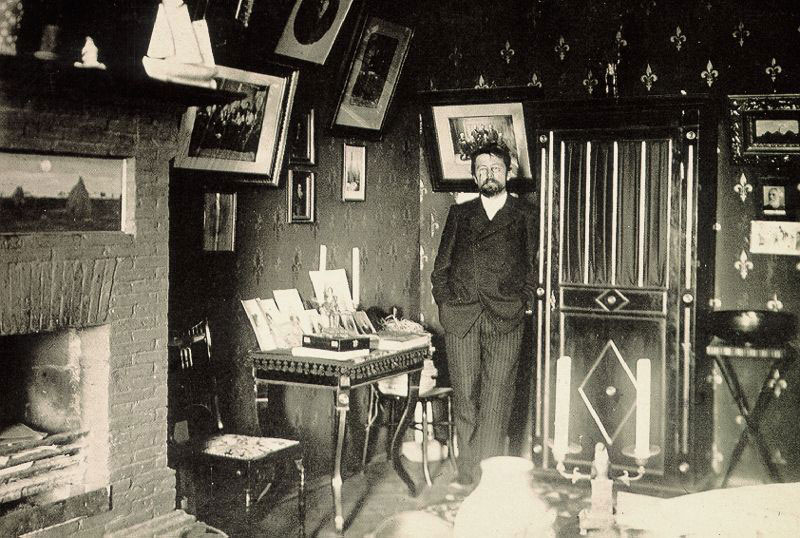
Čechov nel suo studio presso la Dacia Bianca

Dopo la morte di Čechov (1904) la casa fu curata dalla sorella Marija Pavlovna, che nel 1921 la convertì in museo e che si rifiutò di lasciarla anche durante l'occupazione nazista, impedendo che venissero trafugati gli oggetti lì conservati. Durante la seconda guerra mondiale la casa fu tuttavia danneggiata da una delle ultime incursioni aeree della Luftwaffe nella zona.

### Problemi di finanziamento del museo
Durante il periodo sovietico il museo fu regolarmente sovvenzionato dal Governo, ma dopo la dissoluzione dell'URSS la responsabilità per la manutenzione fu oggetto di controversie fra la Repubblica autonoma di Crimea, il governo centrale dell'Ucraina e quello della Russia, tanto che la casa si ritrovò in uno stato di parziale abbandono fino al maggio 2010, quando il presidente ucraino Viktor Janukovyč dispose interventi di restauro.

## Visitatori famosi
Čechov ospitò nella dacia, tra gli altri, Lev Tolstoj, Fëdor Šaljapin, Sergej Rachmaninov e Maksim Gor'kij. Nel 2003 il museo fu visitato da Leonid Kučma e Vladimir Putin, accompagnati dalle rispettive mogli.